# Arseni Sokolov
Arseni Alexandrovici Sokolov (in rusă Арсе́ний Алекса́ндрович Соколо́в (n. 19 martie 1910, Novosibirsk, Imperiul Rus – d. 19 octombrie 1986, Moscova, URSS) este un fizician sovietic, discipol al profesorului Petr Savici Tartakovskii și coautor al efectului de autopolarizare a fascicolului electronic în câmp magnetic.

#### Biografie
Sokolov a absolvit Universitatea din Tomsk în anul 1931. Este un  discipol al profesorului Petr Savici Tartakovskii. În anul 1934 susține teza de doctor în științe fizico-matemiatice cu subiectul " Mișcarea electronilor în rețele cristaline" sub conducerea profesorului Tartakovskii.
Din anul 1939 lucrează la Sverdlovsk la Institutul pedagogic și Universitatea din acel oraș, inițial ca conferențiar, iar după susținerea tezei de doctor -habilitat (1942)- ca profesor, șef al catedrei de fizică teoretică la Universitatea din Sverdlovsk. Teza de doctor a susținut-o la Consiuliu științific al Institutului fizico-tehnic din Leningrad, aflat în evacuație la Kazan cu subiectul "Teoria cuantică a stingerii în procese de difuzie".
Din anul 1945 este invitat la Universitatea din Moscova ca profesor,  iar în anul 1946 este numit decan (1948-1954). Ca decan conduce lucrările de construcție a facultății de fizică pe campusul universitar nou de pe Leninskie Gorî (actualmente Vorobievî Gorî). În anul 1966 este ales șef al catedrei de fizică teoretică, post în care s-a aflat până în anul 1982,de unde s-a concediat după vârstă.  A fost membru al PCUS și secretar de partid la facultatea de fizică a Universității Lomonosov în anii 1954-1966.Este înmormântat la cimitirul Vagankovskii din Moscova.

## Creația științifică
In anul 1952 s-a pronuntat impotriva teoriei relativitatii generale pe motiv ca ar fi influentata de "machism".
Deși nu a fost un lector strălucit, a elaborat unul dintre cursurile de bază de mecanică cuantică, folosit în anii 1960-1980 nu doar la Universitatea din Moscova, ci și la majoritatea universităților din URSS. În anul 1958 a elaborat unul dintre primele cursuri de electrodinamică cuantică din URSS. A condus seminarul metodologic al facultății de fizică a Universității din Moscova, la care, in anii 1970, ca invitați, au fost Vladimir Fock, Dmitri Blohințev și alții. A condus un consiliu științific  pentru susținerea tezelor de doctor habilitat la facultatea de fizică în domeniul fizicii teoretice. În anul 1949 studiază focalizarea tare cu ajutorul unor câmpuri magnetice puternice, contribuind , astfel, la perfecționarea acceleratoarelor de particule. Este recunoscut ca pionierul cercetărilor aprofundate a radiației de sincrotron în URSS. A construit, avându-l ca discipol pe Igor Ternov, teoria cuantică a radiației de sincrotron,prezisă anterior (1944) de Dmitri Ivanenko și Isaak Pomeranciuk, lucrări pentru care i s-a decernat premiul de Stat din URSS.  În anii 1960-1980 a condus Comitetul pentru gravitație din cadrul Ministerului Învățămîntului superior din URSS.

#### Alte informații
A ținut lecții ca profesor invitat la 
- Universitatea din Leipzig
- Universitatea din Berlin
- Geneva (CERN)
- Universitatea din Paris
- Universitatea din Kiev
- Institutul Unificat de Cercetări Nucleare de la Dubna
- Universitatea din București
- Universitatea din Iași(1973)
- Universitatea din Jena (RDG)
- Universitatea Columbia (SUA)
- Universitatea din Canbera (Australia)
- Acceleratorul de particule de la DESY (Germania)
- Acceleratorul de particule de la Hamburg (Germania)

#### Posturi admninistrative și onorifice
- A fost membru al Consiliului editorial al revistei "Izvestia VUZ-ov", seria "Fizica"
- A fost președinte al redacției pentru traducerile literaturii tehnico-științifice ale  editurii "Mir" din Moscova
- A fost membru al Societîții uionale Știința
- A fost președinte al secției pentru gravitație din cadrul Ministerului Învățămîntului superior al URSS
- Membru al Comisiei superioare de atestare a tezelor de doctorat din URSS
- Președinte al Consiuliului specializat pentru acordarea gradelor de doctor și doctor habilitat de la Universitatea din Moscova în domeniul fizicii teoretice și matematice.

#### Distincții
- Premiul Stalin (1950)
- Premiul Lomonosov (1971)
- Premiul de Stat al URSS (1976)
- Premiul Societății din Moscova a naturaliștilor (1969)
- Ordenul insigna de onoare (de două ori)
- Medalia "Pentru muncă vitejească"
- Om emerit al științei și tehnici din Federația Rusă.

## Publicații
- Biblus Arhivat în 15 aprilie 2017, la Wayback Machine.
- Biblus Arhivat în 18 septembrie 2013, la Wayback Machine.
- Biblus Arhivat în 15 aprilie 2017, la Wayback Machine.

și altele

## Discipoli
- B.K. Kerimov
- Yu.M. Loscutov
- Igor Ternov
- Vladimir I. Grigoriev
- Iridii A. Kvasnikov
- N.P. Klepikov
- D.V. Galtsov
- V.Ch. Zhukovskii
- Yu.G. Pavlenko
- B.A.Lîsov
- A.V. Borisov
- P.A.Eminov

ș.a.